# Complete Savages
Complete Savages (Adoráveis Selvagens no Brasil, e Completamente Selvagens em Portugal) é uma sitcom norte-americana transmitida pela ABC entre setembro de 2004 e junho de 2005. No Brasil foi transmitido pela Rede Record com o título adaptado Adoráveis Selvagens. Em 2010 a série volta a ser transmitida no Brasil pela Rede Bandeirantes em maio com o nome Que Dureza.
A empresa Icon Productions, ligada a Mel Gibson, é responsável pela produção da série, que já contou com a participação de Mel Gibson em alguns episódios.
Dos mesmos produtores de Os Simpsons e dirigida e produzida por Mel Gibson, Complete Savages mostra a divertida e caótica vida de um pai solteiro tentando criar seus cinco filhos adolescentes. 

## Sinopse
O pai, Nick Savage (Keith Carradine, "Deadwood"), enfrenta o duro desafio de tentar controlar seus filhos. Trabalhando como bombeiro, ele vê a tarefa de entrar num prédio em chamas como algo mais relaxante do que suas tarefas como pai.
Sam (Andrew Eiden, "Boston Public") é o filho mais responsável e estudioso;
Jack (Shaun Sipos, "Maybe It's Me") é o galã da casa e o aluno mais popular da escola; 
Chris (Erik von Detten, "Dinotopia") é o filho ingênuo e bonzinho; 
Kyle (Evan Ellingson, "Titus") só pensa nele e em coisas estúpidas; 
T.J. (Jason Dolley) é o caçula da família.
E completando o núcleo da série está Jimmy (Vincent Ventresca), o irmão de Nick que também é bombeiro e tenta ajudá-lo a cuidar de sua prole, embora muitas vezes ele aparente ser mais o sexto filho de Nick.

## Elenco

### Os Savages
- Keith Carradine como Nick Savage (Pai) (2004-2005)
- Vincent Ventresca como Jimmy Savage (Tio) (2004-2005)
- Shaun Sipos como Jack Savage (2004-2005)
- Erik von Detten como Chris Savage (2004-2005)
- Evan Ellingson como Kyle Savage (2004-2005)
- Jason Dolley como TJ Savage (2004-2005)

### Outros personagens
- Kelly como Cachorro sem nome dos Savages
- Brittany Curran como Josie (Namorada de Kyle) (1 episódio)
- Autumn Reeser como Angela (Namorada de Sam) (12 episódios, 2004-2005)
- Kylie Sparks como Brenda (Vizinha) (5 episódios, 2004-2005)
- Ben Donovan como Kenny Tucker (Amigo dos Savages) (3 episódios, 2004-2005)
- Mel Gibson como Officer Steve Cox (Policial dos vídeos de segurança) (3 episódios, 2004-2005)
- Candace Kita como Misty (Ajudante do policial Steve Cox) (3 episódios, 2004-2005)
- Lane Davies como Jeff (Pai de Angela) (2 episódios, 2004-2005)
- June Lockhart como Grammy Nana (Vó de Angela) (2 episódios, 2004-2005)
- Shelley Long como Judy (Mãe de Angela) (2 episódios, 2004-2005)
- Betty White como Mrs. Riley (Vizinha) (2 episódios, 2004-2005)

## Lista de episódios

### 1ª temporada (2004-2005)
- 1. Pilot:

Quando outra empregada se demite, Nick decide que é hora de mostrar a seus cinco filhos que eles precisam ser responsáveis por eles mesmos. Entretanto, os garotos sabem o quanto isso vai ser difícil para eles e vão fazer de tudo para conseguirem outra empregada.
- 2. Tutoring:

Os garotos recebem seus boletins da escola, e enquanto a família acha normal que Chris esteja ruim em cinco matérias, ficam chocados quando descobrem que Sam está mal em Educação Física porque ele não consegue subir em uma corda.
- 3. Almost Men In Uniform:

Quando Nick é chamado para trabalhar no seu dia de folga, TJ e Kyle são obrigados a ir com ele, o que os deixa bastante entusiasmado porque finalmente vão ter a chance de ver como é a vida de um bombeiro.
- 4. Nick Kicks Butt:

Nick descobre que um dos garotos está fumando. Preocupado que um de seus filhos seja viciado, Nick concorda em largar os charutos se o seu filho largar os cigarros. Quando seu filho concorda, Nick começa a se sentir orgulhoso de sua decisão.
- 5. Car Jack:

Quando Jack vai até Nick e pede um carro, Nick diz a ele que ele precisa bancar a metade do dinheiro. Depois que Jack aparece com o dinheiro, ele acaba pegando um moto graças a Jimmy. Então Nick é forçado a mostra-lo o quão perigosa pode ser uma moto.
- 6. Free Lily:

É Halloween e Nick e T.J. vão descobrir que terão de fazer as coisas sem Kyle que acha que já é muito velho para as travessuras ou gostosuras. Chris tem uma ideia furtiva que envolve visitar um sapo que ele dissecou.
- 7. For Whom The Cell Tolls:

Enquanto Sam passa o pano na casa e desvia seu olhar para a janela onde ver Angela saindo com outro garoto, Jack convida Sam para ir ao shopping paquerar com as garotas. Quando Jack arma um encontro dele com uma garota chamada Erin, logo ele percebe que não vai dar certo. As coisas ficam ainda piores quando Sam percebe que Erin não consegue largar o celular.
- 8. Carnival Knowledge:

Quando os garotos sabem sobre o parque que está na cidade, todas decidem fazer seus planos. Kyle planeja causar prejuízo, Chris e Jack encontrar garotas que já tenham comido, assim não precisarão gastar dinheiro com elas e Sam planeja convidar Angela para um encontro (ela acaba de romper com seu namorado). TJ tem que ficar em casa preparando sua tarefa de casa, quando ele finalmente termina, precisa enfrentar um novo problema, o cachorro comeu sua tarefa.
- 9. My Two Sons:

Casados de ver Nick sempre em casa, os garotos decidem escreve-lo em um serviço de encontro pela internet. Em um chique restaurante, os garotos o ajudam a escolher entre cinco garotas que eles acham que são as melhores. Entretanto, Nick descobre o que os garotos fizeram e não gosta nada da ideia.
- 10. Thanksgiving With The Savages:

Quando Angela pergunta a Sam se ele gostaria de passar o feriado de Ação de Graças com sua família, Sam aproveita a change de finalmente ter um feriado normal. Quando ele conhece a família de Angela, Sam fica felizes com sua decisão de passar o feriado com um família unida.
- 11. The Man Without A Ball:

Quando Nick e Jimmy saíam para uma partida de golf, os garotos Savage desobedecem o desejo de seu pai e vão jogar uma partida de "Rakeball"! enquanto estão escolhendo os times, Sam acidentalmente joga a bola sobre a cerca do quinta da senhora Riley.
- 12. Voodude:

Kyle percebe que sente algo por Josie, uma garota que ele costumava passar o tempo junto na detenção, mas teme esse envolvimento. Enquanto isso, TJ trabalha duro em mais uma invenção.
- 13. Savage XXX-mas:

Quando Nick diz que os garotos precisam trabalhar, Sam, Chris e Jack conseguem um emprego como estocadores em uma loja de lingerie. Depois de provar que é capaz de ser um bom empregado, Sam é promovido e deixa Chris e Jack com ansiosos por uma revanche.
- 14. Save A Dance For Me:

Vai acontecer uma festa na escola, Sam e Angela planejam a festa. Enquanto isso TJ e Kyle se registram no idiotasburros.com.
- 15. Teen Things I Hate About You:

Nick está cansado de ver seus filhos em casa todo sábado a noite, e então sugere que a cidade deveria abrir um centro para jovens. Entretanto para sua surpresa, ele descobre que a cidade concorda com ele e que ele deveria levar o projeto em frente.
- 16. Saving Old Lady Riley:

Kyle, TJ, Jack e Chris se tornam heróis quando a vizinha, Sra. Riley, depois que ela sofre um ataque do coração. Agora eles são admirados por todos, inclusive Nick, Jimmy e a própria Sra. Riley. Enquanto os garotos aproveitam sua fama, alguém descobre algo que pode mudar tudo.
- 17. Crimes And Mini-wieners:

Chris e Kyle se envolvem em um briga de comida e quando eles ficam em apuros, Sam acaba levando a culpa também. Como castigo, os garotos são forçados a servir toda a escola. Enquanto isso Nick precisa encontrar uma babá para T.J., ele acaba aceitando a sugestão de Jack e contrata April, uma garota que estuda no mesmo colégio dos garotos.
- 18. Bad Reception:

Quando vovó Nana vai ter sua festa de 80 anos, todos os Savages são convidados. Infelizmente todos já tem compromisso marcado, o Superbowl. Quando Jack e os outros garotos veem a venda um vídeo com os momentos mais incríveis do show do intervalo do Superbowl os garotos fazem de tudo para poder comprar.
- 19. Hot Water:

Quando o tio de Nick e Jimmy morrem e lhe deixam uma herança, eles decidem comprar uma hidromassagem. Quando os garotos têm a oportunidade de usá-la, eles simplesmente ignoram a regra de Nick de só usa-la com sua permissão e acabam se envolvendo em uma situação bastante complicada.

## Prêmios e indicações
| Ano  | Prêmio                                     | Resultado | Categoria                                                                   | Indicado                                                       |
| ---- | ------------------------------------------ | --------- | --------------------------------------------------------------------------- | -------------------------------------------------------------- |
| 2005 | ADG Excellence in Production Design Awards | Nomeado   | Televisão - Multi-Camera Television Series                                  | Sharon Busse e Gary Smoot (Pelo episódio "Carnival Knowledge") |
| 2005 | People's Choice Awards                     | Nomeado   | Favorite New Television Comedy                                              | -                                                              |
| 2005 | Young Artist Award                         | Nomeado   | Best Performance in a TV Series (Comédia ou Drama) - Supporting Young Actor | Evan Ellingson                                                 |
| 2005 | Young Artist Award                         | Nomeado   | Melhor Família das Séries de Televisão (Comédia)                            | -                                                              |
| 2005 | Young Artist Award                         | Ganhou    | Best Performance in a TV Series (Comédia ou Drama) - Supporting Young Actor | Jason Dolley                                                   |